# Sternberg (Mecklenburg)
Sternberg er en by med 4.023 indbyggere (2022) i Landkreis Ludwigslust-Parchim, Mecklenburg-Vorpommern,
Tyskland. Den er forvaltningssæde for Amt Sternberger Seenlandschaft.
Sternberg ligger i bytrekanten Schwerin–Wismar–Güstrow i Naturpark Sternberger Seenland i midten af Sternberger Seenlandschaft.

## Historie
Byens navn siges at stamme fra et slavisk borgkompleks. Stjernerne (mellemnedertysk: sterne ; oldslavisk: sterro ) skulle bringe held til borgen og byen. Sterneberg (1256) blev til Sterneberghe (1265), Sterneberch ( 1409 ) og Sterneberghe (1409). Det ældste bysegl viser en halv stjerne.
I byområdet findes storstensgravene Klein Görnow og Dabel 2, borgmuren Sternberger Burg- som gammelslavisk fundsted 13 og et mellemslavisk grubehus i gaden ved Mühlenkamp.
I nærheden af nutidens bebyggelse fandtes et gammelt slavisk borgkompleks. Nær denne borg blev byen Sternenberch i perioden 1230 til 1250 anlagt med parallelle gader i en let elliptisk grundplan.
Byen fik i 1248 sine byrettigheder. I 1256 kom Sternberg til Fyrstendømmet Mecklenburg, blev en landsby i Mecklenburg
Den 24. oktober 1492, efter en offentlig retssag, blev 27 jøder fra hele Mecklenburg, som var blevet anklaget for at krænke værten, brændt ved byens porte. De resterende 247 blev udvist af landet. Bakken, som bålet stod på, kaldes stadig i dag Judenberg.
I hekseprocesserne i Sternberg fra 1572 til 1801 blev der gennemført 46 retssager med 18 henrettelser.
Under Trediveårskrigen (1618 til 1848) holdt general Wallenstein et delstatsparlament i Sternberg i 1628 og i 1638 besatte de kejserlige tropper under general Gallas byen og brugte den som hovedkvarter i nogen tid. I 1639 brød pesten ud og var så alvorlig, at byen næsten var øde i seks måneder. Den ødelæggende bybrand den 23. april 1659 forårsagede omfattende skader tilbage; Da der nu manglede de nødvendige midler til at genopbygge hof- og landsretten, som også var brændt ned, blev den i 1667 flyttet fra Sternberg til Parchim.
I 1675/76 blev byen ikke skånet for svenskekrigen mod brandenburgerne. Halvdelen af beboerne døde også på grund af en epidemi spredt af soldaterne. Så begyndte genopbygningen af byen. Byen led også under den Store Nordiske Krig og kom i hænderne på svenske og russiske tropper.
I begyndelsen af 1800-tallet boede der atter jøder i Sternberg. I 1825 oprettede de den jødiske kirkegård ved foden af "Judenberg", som blev vanhelliget flere gange og i sidste ende ødelagt under i tiden under nazismen.
Voldene blev bygget i deres nuværende form i 1839. Vejen Schwerin-Sternberg-Güstrow blev bygget. I 1887 blev Sternberg forbundet med jernbanenettet og en togstation gennem den 72 km lange stiklinje Wismar-Karow. I 1855 havde stedet 2.550 indbyggere. Fra 1865 havde byen gadebelysning med petroleum, og i 1869 blev den første telegrafstation oprettet. Et posthus kom i 1871, og i 1888 blev der bygget en ny rigspostbygning på markedet.
I 1932 var NSDAP i stand til at påtvinge sin kandidat som borgmester for første gang, idet de ignorerede valglovene. Nazisterne opløste forskellige klubber eller indlemmet dem i deres nazistiske organisationer. I 1934 blev det tekniske center opløst, og en SS idrætsskole brugte midlertidigt bygningen og fra 1935 en postbeskyttelsesskole .
1937 åbnede badeanstalten ved Sternberger-søen. I 1940 var byen " jødefri ", og de sidste to jøder måtte forlade byen.
Fra 1939 og frem var der krigsfanger og tvangsarbejdere i byen, nogle under SS-bevogtning.
1943 blev udbombede hamburgere indkvarteret. Den 3. maj 1945 blev Sternberg uden kamp overgivet til Den Røde Hær, som sammen med NKVD konfiskerede rådhuset, postkontoret , distriktsretten og andre huse. På grund af flygtningene steg indbyggertallet pludselig til 4.480.
I 1946 blev de omkringliggende storgodser som led i jordreformen eksproprieret og uddelt til nye tilflyttere. Forskellige iværksættere blev også eksproprieret.
1963 blev der bygget 215 nye lejligheder, hovedsageligt på Leonhard-Frank-Straße, og i 1978 blev der bygget et distriktskulturcenter (i dag "Hotel & Restaurant DREIWASSER"). Fra 1967 og frem blev der bygget 465 lejligheder på Finkenkamp. Fra 1945 til 1989 blev der bygget i alt 1.055 lejligheder.
1974 blev der bygget en campingplads til 1.000 feriegæster ved søen Luckower See.
1987 blev det slaviske frilandsmuseum Archäologisches Freilichtmuseum Groß Raden ved søen Groß Radener See, nord for Sternberg indviet. Den tidligere slaviske bosættelse fra det 9. og 10. århundrede, blev efter udgravninger i 1980erne rekonstrueret.